# Leksands IF Dam
Leksands IF Dam är ett damishockeylag från Leksand. Laget grundades säsongen 1999/2000  och har därefter spelat i både division 1 och division 2. 2008 kvalificerade sig Leksands IF Dam sig för den nystartade Riksserien och har sedan dess spelat där samt sen namnbytet 2016 i SDHL. 
De tre första säsongerna placerade sig laget på sjätte plats i serien. Säsongen 2011/12 hamnade laget på sjunde plats och blev tvungna att kvala för att få vara kvar i den högsta serien. Laget vann alla matcher i kvalserien och spelar därför kvar i Riksserien.

## Historik
Säsongen 1971/1972 hade Leksands IF ett damlag  som dock inte deltog i seriespel. Laget tränades av bland annat Hans Jax och Dan Labraaten.

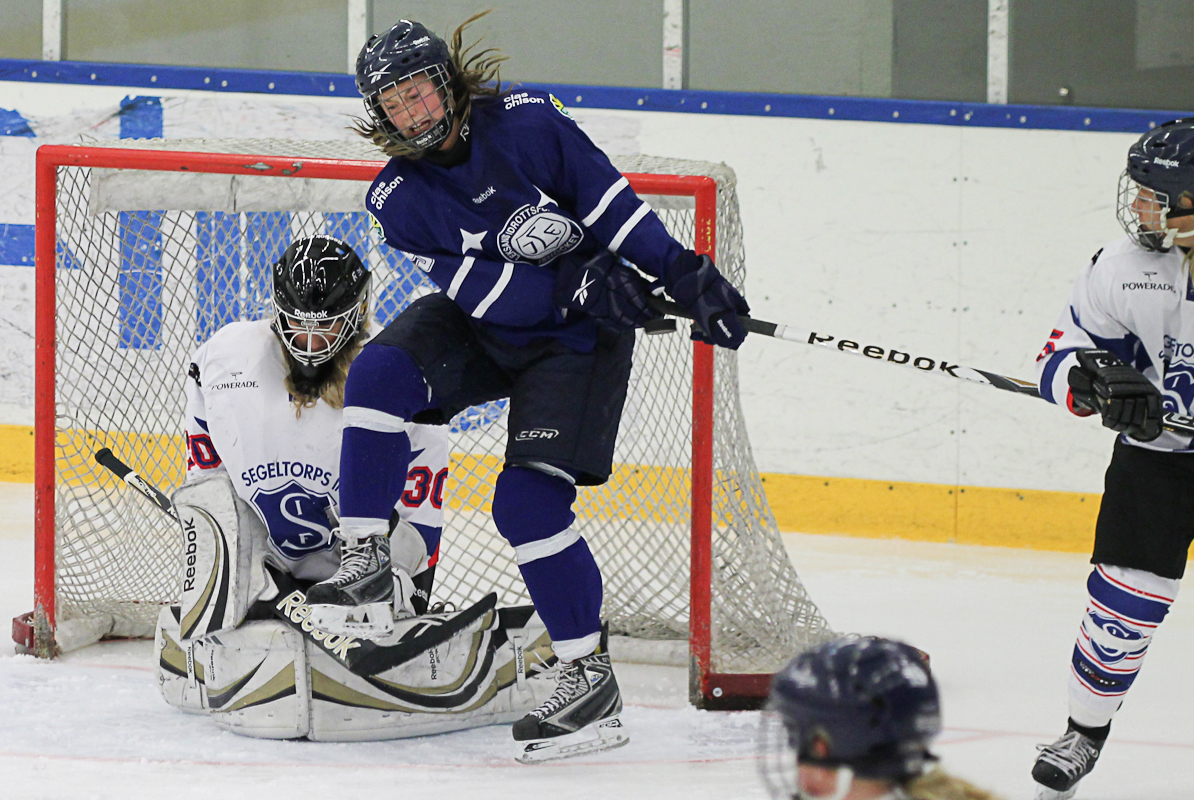
Leksand IF dam 2010-10-31, kämpar hårt

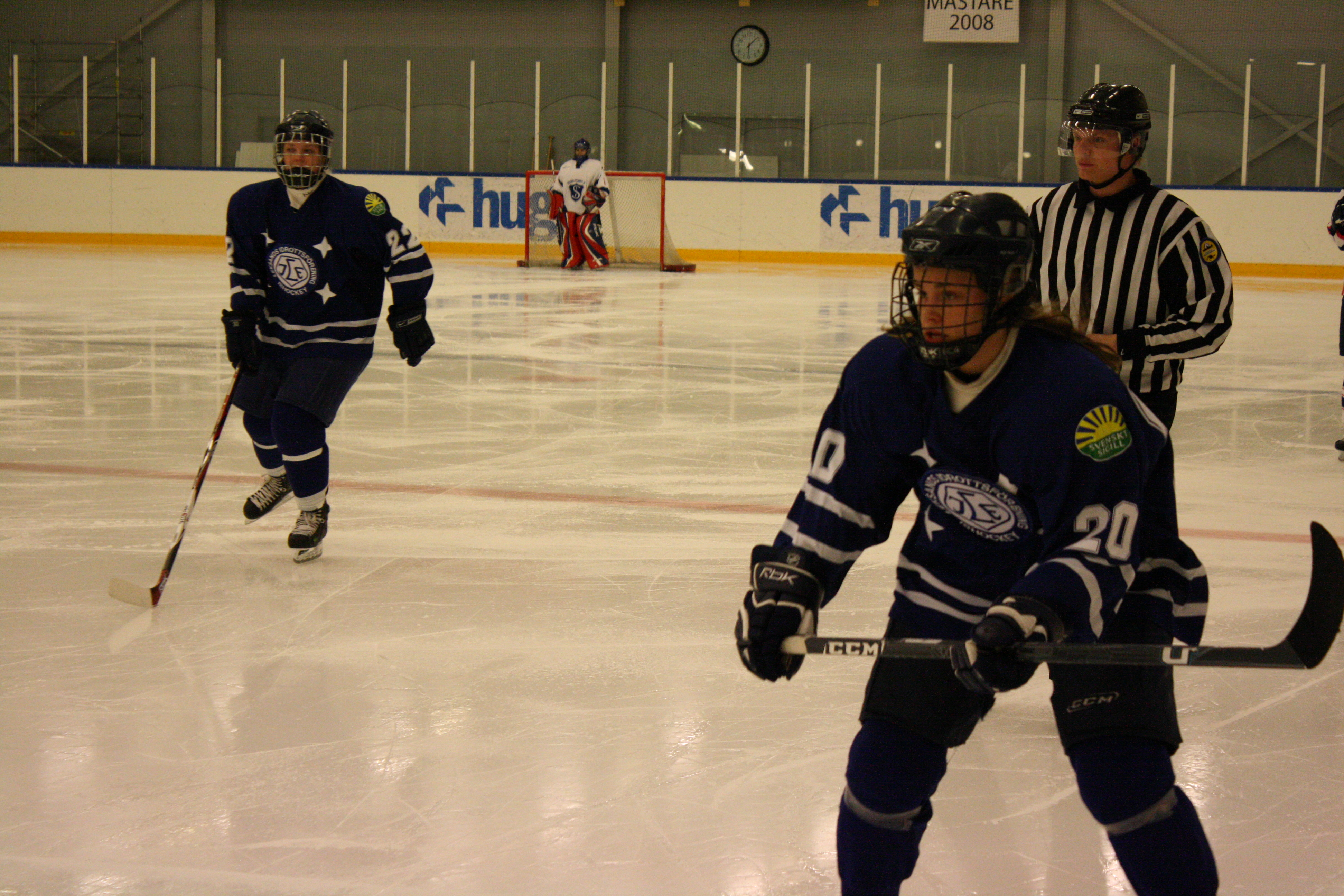

### Fotnoter
1. ↑  Ingels, Lars (2003). Leksand så klart!. Sportförlaget i Europa AB. sid. 180. ISBN 91-88541-48-7
2. ↑  Per Källgren (15 januari 2008). ”LIF Dam förbereder sig för starten i Riksserien”. mynewsdesk.com. Arkiverad från originalet den 22 april 2022. https://web.archive.org/web/20220422084835/https://www.mynewsdesk.com/se/leksands_if_ishockey_/pressreleases/lif-dam-foerbereder-sig-foer-starten-i-riksserien-189752. Läst 8 november 2009.
3. ↑  Elisabet, Wahl. ”Damerna vann kvalserien”. Leksand: Leksands IF. Arkiverad från originalet den 18 april 2013. https://archive.is/20130418073033/http://www.leksandsif.se/7985.php. Läst 16 oktober 2012.
4. ↑  Ingels, Lars (2003). Leksand så klart!. Sportförlaget i Europa AB. sid. 82. ISBN 91-88541-48-7